# Dracó d'Atenes
Dracó (en llatí Dracon, en grec antic Δράκων) fou l'autor del primer codi legal escrit d'Atenes anomenat Δεσμοί (Desmoi "llaços, cadenes"), per distingir-lo del νόμοί (Nomoi "llei, costum") de Soló. El va establir cap a l'any 621 aC, quan va obtenir el càrrec de tesmòteta (θεσμοθέτης "legislador") d'Atenes.
Aquest codi establia la pena de mort per a gairebé tots els delictes, des de robatoris menors i sacrilegis fins a l'assassinat, cosa que va fer dir a Heròdic i a Demades que aquestes lleis no eren d'un home, sinó d'un dragó (δράκων), i que estaven escrites no en tinta, sinó en sang. Ell se'n va defensar dient que les petites ofenses mereixien la mort i per les grans no hi havia càstig major per imposar, segons expliquen Aristòtil, Plutarc i Aulus Gel·li. Aristòtil, si el fragment és d'ell, diu que Dracó no va canviar la constitució d'Atenes i que l'única característica destacable de les seves lleis era la gravetat de les penes.
En aquestes lleis establia provisions per a l'educació dels ciutadans i constituïa els èfetes (ἐφέτης ephetes) com a cort d'apel·lació del ἄρχων βασιλεύς (arcont basileu) per a casos d'homicidi accidental. Aquestes lleis es creu que van ser establertes al quadrienni de la 39a Olimpíada, l'any 622 aC o el 621 aC.
La majoria de les lleis de Dracó van quedar obsoletes després del 594 aC, però algunes, segons Andòcides, van romandre vigents fins al final de la guerra del Peloponès, com per exemple la llei que permetia al marit matar l'esposa si la sorprenia en adulteri. Demòstenes diu que Dracó i Soló eren especialment honorats per les seves bones lleis i Suïdas i Pausànias afegeixen que alguns pobles van adoptar una de les lleis de Dracó que establia que si un objecte inanimat causava la mort d'algú, aquest objecte havia de ser desterrat del territori.
Suides diu també que va morir a Egina, ofegat pel gran nombre de barrets i capes que li va tirar el poble per honorar-lo en un teatre.
Del seu codi es deriva l'adjectiu draconià, que significa extremadament i cruelment sever (per exemple, mesures draconianes: mesures extremadament i cruelment severes).